# Veľká Dolina
Veľká Dolina es un municipio del distrito de Nitra en la región de Nitra, Eslovaquia, con una población estimada a final del año 2024 de 718 habitantes.
Se encuentra ubicado en el centro-oeste de la región, en el valle del río Nitra (cuenca hidrográfica del Danubio) y cerca de la frontera con la región de Trnava.

## Demografía
| Año        | 1994 | 2004    | 2014     | 2024    |
| ---------- | ---- | ------- | -------- | ------- |
| Población  | 569  | 606     | 677      | 718     |
| Diferencia |      | +6,50 % | +11,71 % | +6,05 % |

| Año        | 2023 | 2024    |
| ---------- | ---- | ------- |
| Población  | 726  | 718     |
| Diferencia |      | −1,10 % |